# Sakineh Mohammadi Ashtiani
Sakineh Mohammadi Ashtiani (persiano: سکينه محمدي آشتياني; Teheran, 1967) è un'iraniana che dal 2006 al 2014 ha scontato una pena per omicidio volontario.
Il suo caso è salito agli onori della cronaca internazionale dopo che alcune fonti hanno rilanciato la notizia della sua condanna a morte tramite lapidazione per il reato di adulterio e concorso in omicidio ai danni del marito, delitto perpetrato dal presunto amante e da un complice su sua commissione. La magistratura iraniana ha tuttavia negato questa versione e, seppur confermando la sentenza di condanna emessa nel 27 maggio 2007, ha dichiarato che la donna potrebbe essere uccisa per impiccagione in quanto colpevole di assassinio, piuttosto che per lapidazione.
Una campagna internazionale iniziata dai suoi figli, e resa ampiamente pubblica dal filosofo francese Bernard-Henri Lévy, ha portato a conoscenza del suo caso. Amnesty International sostiene però che i parenti della vittima dimostrarono clemenza e rinunciarono a chiedere la condanna per Sakineh: questo, nel codice iraniano, fa sì che la condanna a morte debba essere revocata. La pena sarebbe stata amnistiata nel 2014.

## La vicenda
Sakineh Mohammadi Ashtiani fu condannata per la prima volta il 15 maggio 2006, da un tribunale di Tabriz, per il reato di "relazione illecita" con due uomini in seguito alla morte del marito. Fu condannata a ricevere 99 frustate, e la condanna venne eseguita. In seguito, nel settembre 2006 ricevette una nuova condanna quando un tribunale penale accusò uno dei due uomini per il coinvolgimento nella morte del marito di Mohammadi Ashtiani. Per questo venne condannata in quanto mandante dell'omicidio mentre ancora sposata, e inizialmente condannata a morte; secondo alcune fonti, tramite lapidazione. Malek Ejdar Sharifi, capo della magistratura nella provincia di Azerbaijan affermò che "la donna è stata condannata alla pena capitale per aver commesso omicidio e adulterio".
La Corte Suprema iraniana confermò la sua condanna a morte il 27 maggio 2007, che in seguito fu rinviata. Fu in quel periodo che il suo caso salì alla ribalta, grazie alla campagna promossa da attivisti secondo i quali la donna sarebbe stata lapidata. Il 12 agosto 2010 fu trasmesso dalla prigione iraniana Tabriz un programma televisivo di Stato in cui la Ashtiani confessava l'adulterio e il coinvolgimento nell'omicidio del marito. Il suo avvocato sostenne che fosse stata torturata per due giorni prima del colloquio con l'intervistatore. Il 28 settembre 2010 la condanna alla pena capitale, tramite impiccagione, fu confermata ma solo relativamente all'imputazione di omicidio.
Il 2 novembre 2010 il Comitato Internazionale contro la lapidazione ha riferito che le autorità di Teheran hanno dato l'autorizzazione per la condanna, da eseguire nella prigione di Tabriz il 3 novembre; Mina Ahadi, portavoce del Comitato internazionale contro le esecuzioni, ha dichiarato al contrario che Sakineh non sarebbe stata giustiziata, e che le pressioni dei governi occidentali sul regime di Teheran avrebbero contribuito alla decisione della revoca. Il 9 dicembre 2010 varie fonti del Comitato internazionale contro la lapidazione hanno confermato ufficialmente che l'8 dicembre Sakineh sarebbe stata scarcerata, insieme al figlio Sajjad Qaderzadeh e all'avvocato Javid Hutan Kian. La notizia della liberazione è stata tuttavia smentita dall'emittente televisiva iraniana  Press TV già il giorno seguente, spiegando che la donna era stata portata nella sua abitazione con il figlio solo per "produrre una ricostruzione video dell'omicidio sulla scena del delitto". Nel 2010 la condanna per adulterio, difficile da provare, venne sospesa, ma restò valida quella per concorso in omicidio. Nel 2012 circolò la possibilità di una commutazione della pena di morte in dieci anni di carcere, notizia confermata successivamente. La donna ne ha poi scontati 8 effettivi prima di essere liberata.
Il 24 luglio 2012, Amnesty International ha sottolineato che il destino di Sakineh Mohammadi Ashtiani è ancora incerto, mentre il suo ex avvocato Javid Houtan Kiyan, ha dichiarato che ormai non c'è più nulla che si possa fare.
Il 23 febbraio 2014, secondo Mina Ahadi, Sakineh avrebbe tentato il suicidio nel carcere di Tabriz.
Il 20 marzo 2014 viene annunciato che la condanna sarebbe stata amnistiata, e che il presidente Rouhani avrebbe concesso la grazia a Sakineh, la quale sarebbe stata quindi scarcerata dopo otto anni. Il motivo della concessione è la buona condotta, cosa che ha portato ad un permesso premio e poi alla libertà.

## La campagna internazionale
La campagna, organizzata dai suoi due figli, ha fermato l'imminente esecuzione di Mohammadi Ashtiani nel luglio 2010. Proteste si sono verificate a Roma, Londra e Washington, tra le altre città. Varie organizzazioni per i diritti umani hanno chiesto di fermare la sua esecuzione tra cui Avaaz, Amnesty International e Human Rights Watch così come vari membri di spicco del panorama internazionale.
A sostegno della sua liberazione è stata promossa una petizione che è stata firmata da diversi vip, tra cui Carla Bruni, moglie dell'allora presidente Nicolas Sarkozy. Il Segretario di Stato americano Hillary Clinton ha parlato del caso Ashtiani in una dichiarazione del 10 agosto 2010  che esorta l'Iran a rispettare le libertà fondamentali dei propri cittadini.
Secondo il Presidente della Repubblica Islamica dell'Iran, Mahmud Ahmadinejad, il caso della Ashtiani sarebbe il mezzo di una campagna mediatica contro l'Iran, evidenziando i casi delle 53 condanne a morte nei confronti di donne pendenti negli Stati Uniti d'America al settembre 2010 e che sarebbero ignorate dai mass-media.
All'interno della opinione pubblica francese si è aperto un dibattito: secondo il giornalista e attivista francese Thierry Meyssan «tutte le informazioni sul caso di Sakineh Ashtiani diffuse da Bernard-Henry Lévy e confermate da Nicolas Sarkozy sono false».
La first lady Carla Bruni ribadì il sostegno ai figli della donna, dichiarando che il marito e la Francia non avrebbero abbandonato né lei né i dissidenti iraniani. La stampa iraniana conservatrice rispose minacciando di morte l'ex top model, definendola "prostituta". L'allora primo ministro italiano Silvio Berlusconi, per aver preso posizione a favore di Sakineh, venne invece definito "moralmente corrotto" e "capomafia".